# Lewis Grabban
Lewis James Grabban (ur. 12 stycznia 1988 w Croydon) – angielski piłkarz występujący na pozycji napastnika w Al-Ahli.